# Izydor Sobański
 (août 2024).
Pour les articles homonymes, voir Sobański.
Izydor Sobański appartenant au clan Junosza est un propriétaire terrien et descendant d'une illustre famille de nobles polonais, né à Piontkowka (Piątkówką) en Podolie le 16 février 1791 et mort à Paris le 28 janvier 1847.

## Biographie
À la mort prématurée de son père, Mateusz Sobański (1751-1812), il est confié à son oncle Micħal. Il a hérité de terres dans le district d'Olhopol (aujourd'hui Olhopil, oblast de Vinnytsia), à Piątkówka, Katarzyna, Żabokrzyczy, et dans le comté de Balta (Gouvernement de Podolie), Czarna et Tyskołung, ainsi que des parts dans des entreprises commerciales à Odessa.
Il a fait ses études au lycée de Krzemieniec à partir de 1810 et le quitte en 1814. Il est membre de la loge maçonnique « Bouclier du Nord » en 1815. Il s'est marié en 1816 avec Seweryna Potocka. De son mariage est né un fils, Artur (1814-1831). Il voyage en Italie, en France et en Angleterre après son mariage, entre 1816 et 1827, puis il est retourné en Podolie où il s'est occupé d'y adapter des industries utiles pour la région. Il est maréchal de la noblesse du comté de Balta à cette époque. 
Il est Odessa en 1830 au moment où l'insurrection polonaise commence à être connue dans les provinces méridionales de la Russie. La police russe l'y a retenu jusqu'en janvier 1831. Il retourne alors dans ses propriétés où il a recherché, avec son frère Aleksander, les moyens nécessaires pour soutenir l'insurrection. Les voyages qu'il fait en Podolie et en Ukraine lui permettent de rencontrer des citoyens voulant s'opposer à la domination russe. Le 20 mars 1831, il participe à un congrès de la noblesse de Podolie dans le district de Hubnyk (raïon de Haïssyn) qui choisit comme chef Jan Sulatycki, tandis que dans le district de Wienniça les représentants choisissent Wincenty Tyszkiewicz.  C'est au début d'avril 1831, quand Wincenty Tyszkiewicz est nommé chef de l'insurrection en Ukraine et en Podolie, qu'Izydor Sobański s'est placé sous ses ordres avec les forces qu'il a pu réunir.
Il est alors convenu que lorsque le général Józef Dwernicki sera entré en Volhynie, Tyszkiewicz donnerait l'ordre d'insurrection générale. Izydor Sobański est rentré chez lui avec son frère Aleksander. Le 25 avril 1831, à Piątkówka, il reçoit la nouvelle que le général Dwernicki va entrer en Podolie. Avec son frère, il décide de devancer le mouvement d'insurrection mais leurs voisins les décident à attendre les ordres de Tyszkiewicz. Cependant, le 30 avril, avec 300 hommes, ils veulent marcher contre les Russes à Balta et Tulczyn où se trouvent des dépôts importants de munition. Une députation de Tyszkiewicz désapprouve ce mouvement et lui apprend que l'insurrection est fixée au7 mai. Izydor Sobański a participé à l'élection du général Benedykt Kołyszko (1740–1834) comme chef des forces insurgées, le 5 mai. Il a participé à des escarmouches perdues contre les Russes, à Dashów et Maidan. À cette dernière rencontre, il doit s'enfuir, traverse la frontière autrichienne en Galicie et réussit à rejoindre Varsovie où il est nommé sous-lieutenant dans le 5e régiment de lanciers du corps Ramorino qui combat l'armée russe commandée par le général Fedor-Vassilievitch Rüdiger (1784-1859) dans la province de Lublin. Battu, le corps Romorino se retire en Galicie, fait un court séjour à Lviv puis émigre en Suisse. Ses biens sont confisqués. Il est affecté par la mort de son fils unique, Artur, le 31 décembre 1831.
Il vient ensuite en France. Il participe aux activités de l'Hôtel Lambert où séjourne le prince Adam Jerzy Czartoryski qui avait présidé le gouvernement national polonais. Il fait une mission en Grande-Bretagne pour défendre la cause polonaise. Il s'installe définitivement à Paris en 1833 où il est un des directeurs du Club polonais, rue Godot-de-Mauroy, où Frédéric Chopin vient jouer du piano.
Il va progressivement se consacrer de plus en plus à la philosophie et au mysticisme.

## Famille
- Katejan Sobański (mort en 1798) marié avec Petronela Solecka
  - Mateusz Sobański (1751-1812) marié en 1790 avec Tekla Orłowska, chambellan de Stanisław II Auguste en 1779, maréchal de la noblesse du district, opposé à la Constitution du 3 mai[1]
    - Izydor Sobański (1791-1847) marié en 1816 avec Seweryna Potocka,
      - Artur Sobański (1814-1831)

    - Aleksander Udalryk Sobański (1794/1797-1861) marié en 1832 à Melania Uruska (1813-1887). Il participe avec son frère à l'Insurrection de Novembre. Après l'échec de l'insurrection, il s'exile en Suisse[2],
      - Aleksander Sobański (1834-1872)
      - Izydor Sobański (Suisse, 1835-Odessa, 1906), propriétaire terrien. Il s'est marié en 1862 avec Maria Józefowicz Helbicka (1830-1890). Il est arrêté et envoyé en déportation dans le gouvernorat de Tobolsk à la suite de l'Insurrection de Janvier. Après sa libération, il achète un château en Suisse en 1874 mais le revend en 1888 et s'installe à Odessa où il meurt[3].

    - Henryck Sobański, né en 1796, mort jeune.

  - Michał Sobański (1755-1832), marié en 1790 avec Wiktoria Orłowska (1772-1858)[4], opposé à la Constitution du 3 mai. Il assure l'éducation des fils de Mateusz Sobański après sa mort[5].
    - Ludwig Sobański (1791-1837)[6], marié en 1823, à Cracovie, avec Róża (Rosalia) Łubieńska (1798-1880)[7],
      - Tekla Sobańska morte jeune,
      - Paulina Wictorie Sobańska, née en 1829,
      - Antonina Marianna Sobańska (1825-1902), mariée à Józef Moszczeński
      - Feliks Hilary Sobański (1833-1913), marié en 1857 avec Emilia [8].
        - Michał Sobański (1858-1934)
        - Kazimiertz Maria Franciszek Sobański (1859-1909), marié en 1886 avec Maria Górska[9].
        - Wiktoria Sobańska (1861- ) mariée en 1879 avec Feliks Plater-Zyberek

    - Gotard Sobański (assassiné en 1841), emprisonné après avoir rencontré des décabristes à Saint-Pétersbourg, puis libéré, il participe à l'Insurrection de Novembre, il est emprisonné puis exilé dans la province de Tobolsk[10]
    - Idalia Sobańska

  - Hieronim Sobański

## Distinction
Il a reçu la croix de chevalier de l'Ordre militaire de Virtuti Militari à la suite des combats de 1831.